# Monumento al Moretto
Il Monumento al Moretto è un gruppo scultoreo in bronzo e marmo situato nel centro di piazza Moretto a Brescia.
Eretto in memoria del pittore bresciano Alessandro Bonvicino, detto il Moretto, il monumento fu inaugurato nel 1898: la parte scultorea è opera di Domenico Ghidoni, quella pertinente al basamento di Antonio Tagliaferri.

## Storia
Fu l'Ateneo di Brescia per primo a presentare il progetto di un'opera dedicata all'artista, quando, nel 1893, venne bandito un concorso pubblico, al quale seguì la creazione di svariati bozzetti da parte di molti artisti. All'epoca, comunque, era stata già presentata una bozza dall'artista Domenico Ghidoni che ritraeva l'artista al di sopra di una piramide, alla base della quale sedevano due figure femminili, allegoria rispettivamente dell'Arte sacra e dell'Arte profana. Questo modello, tuttavia, non fu accettato proprio perché troppo innovativo.
Il bando pubblico suscitò all'epoca diverse reazioni: vi era chi parteggiava per il bozzetto presentato dal Ghidoni e chi invece, come l'Ateneo stesso, desiderava fosse realizzata una rappresentazione più tradizionale del pittore bresciano. Furono comunque presentati 34 bozzetti, i quali furono esaminati da una commissione apposita, presieduta da Giuseppe Zanardelli; vi erano poi Ettore Ferrari, Ignazio Gaetano Villa, Gaetano Moretti, Tullo Massarani e Odoardo Tabacchi, che tuttavia non poté presenziare per malattia.
La realizzazione dell'opera fu dunque assegnata al Ghidoni, che vinse il primo premio, oltre che ad Antonio Carminati e a suo fratello Attilio; tuttavia fu subito dopo organizzato un secondo concorso, data la rinuncia dei fratelli Carminati, ed il bando, con conseguente commissione dell'opera, fu affidato un'altra volta al Ghidoni, in data 15 aprile 1894. Nel triennio 1895-1897 lo scultore lavorò al perfezionamento del modello in gesso, affiancato dagli architetti Tagliaferri e Beltrami; nel frattempo venne cominciata la preparazione dei marmi per il basamento, sovrintesa dll'architetto Luigi Arcioni, in modo che il monumento potesse essere pronto per l'autunno del 1898, quarto centenario della nascita del Moretto.
Il monumento venne poi inaugurato ufficialmente il 3 settembre 1898 alla presenza di Alessandro Fortis, ministro dell'Agricoltura e Finocchiaro Aprile, ministro della Giustizia.

## Descrizione

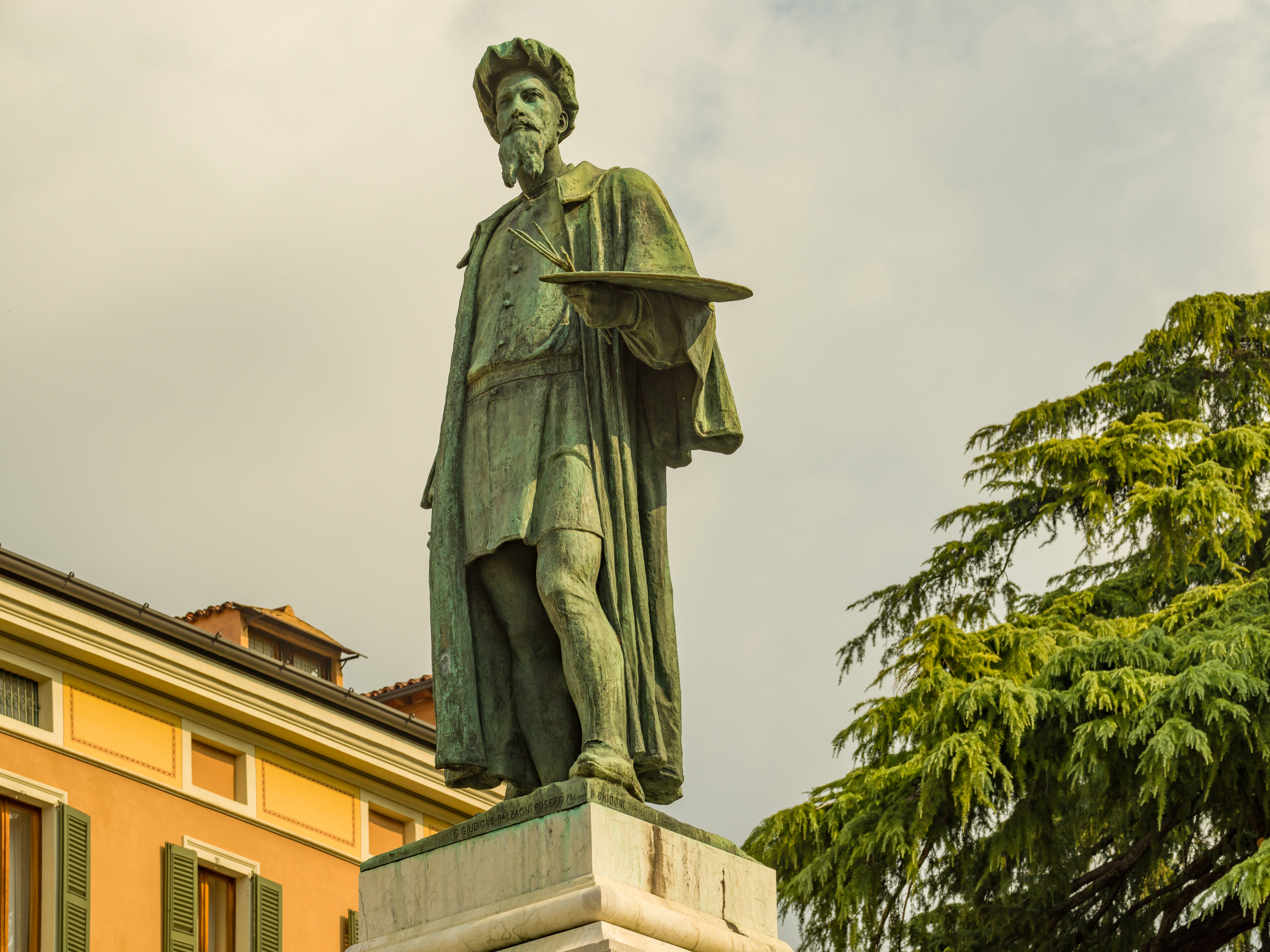
Dettaglio della figura del pittore.
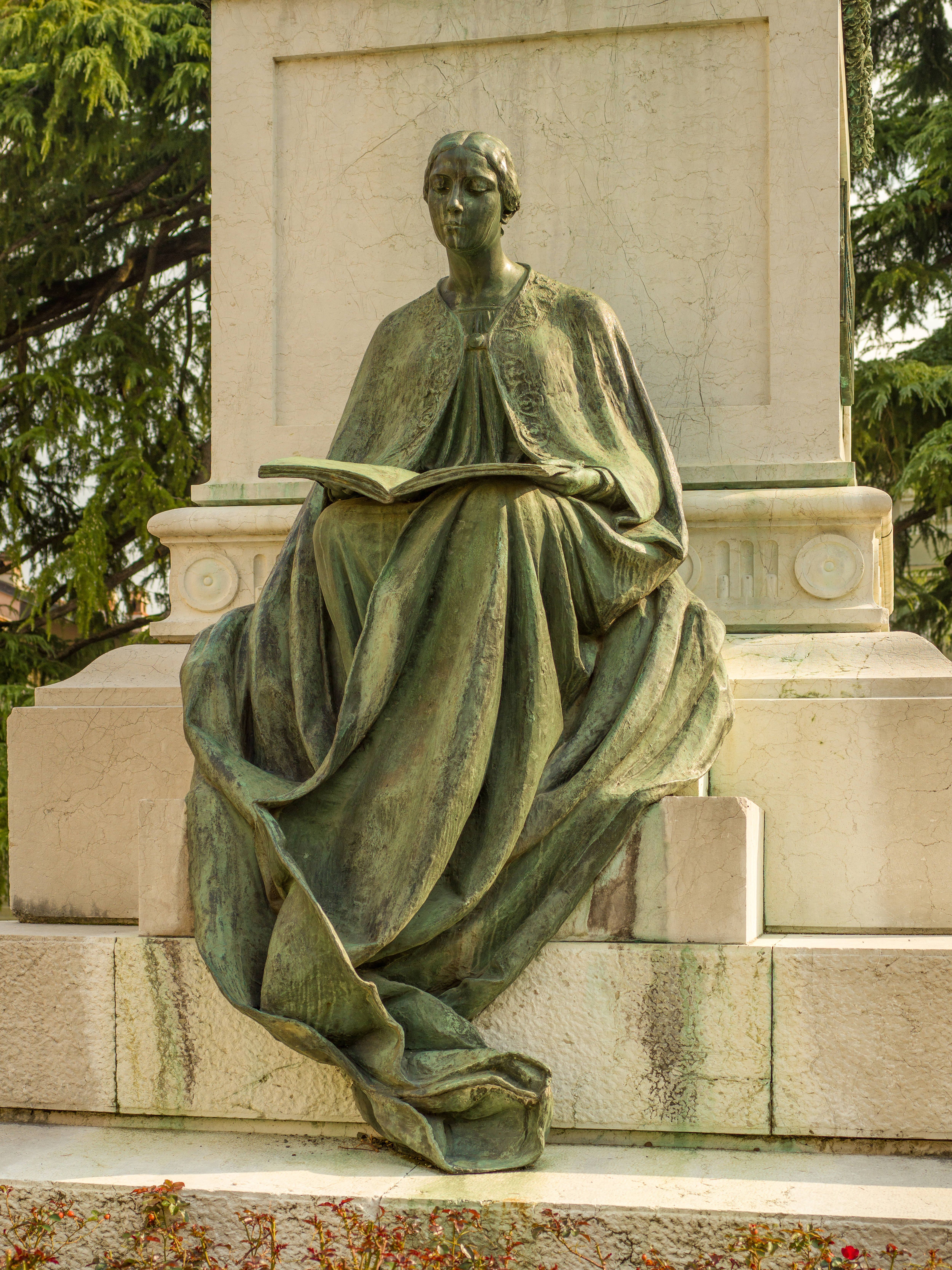
Dettaglio della figura femminile.

L'opera scultorea rappresenta il pittore su un alto basamento in marmo, la cui realizzazione è attribuita ad Antonio Tagliaferri; nel mentre, idealmente, il Moretto starebbe osservando un suo dipinto: infatti, nella mano sinistra, l'artista regge una tavolozza con colori e nella mano destra invece dei pennelli. Sui gradini del basamento si trova poi una figura femminile, composta ed elegante nel portamento; le fattezze di costei sarebbero state ispirate da Ninì Manziana Tagliaferri. Un fianco del basamento offre la seguente iscrizione:
gareggiò nella pittura

coi sommi dell'aureo secolo

MIID MDLIV»
Sull'altro lato del basamento, poi, vi è la seguente iscrizione
All'interno della fondazione del monumento fu posta una pergamena dentro un tubo di vetro avvolto da una lastra di stagno e chiuso in un astuccio di larice; sulla pergamena furono scritte le seguenti parole dettate dal professor Folceri:
«Con alto intelletto di civile educazione / il pittore Giambattista Gigola / destinava i redditi del suo cospicuo patrimonio / ad onorare di perenne ricordo / i più illustri Bresciani.
L'Ateneo / esecutore della munifica volontà / coll'arte di Domenico Ghidoni / eresse questo monumento / ad Alessandro Bonvicino-Moretto / fra i prìncipi della pittura in Italia. 4 Settembre 1898»
La pergamena porta le firme del presidente dell'Ateneo e pro-ministro della Pubblica Istruzione Massimo Bonardi, del vice presidente e del segretario oltre a quella dello scultore Ghidoni.